# Claro de luna (astronomía)

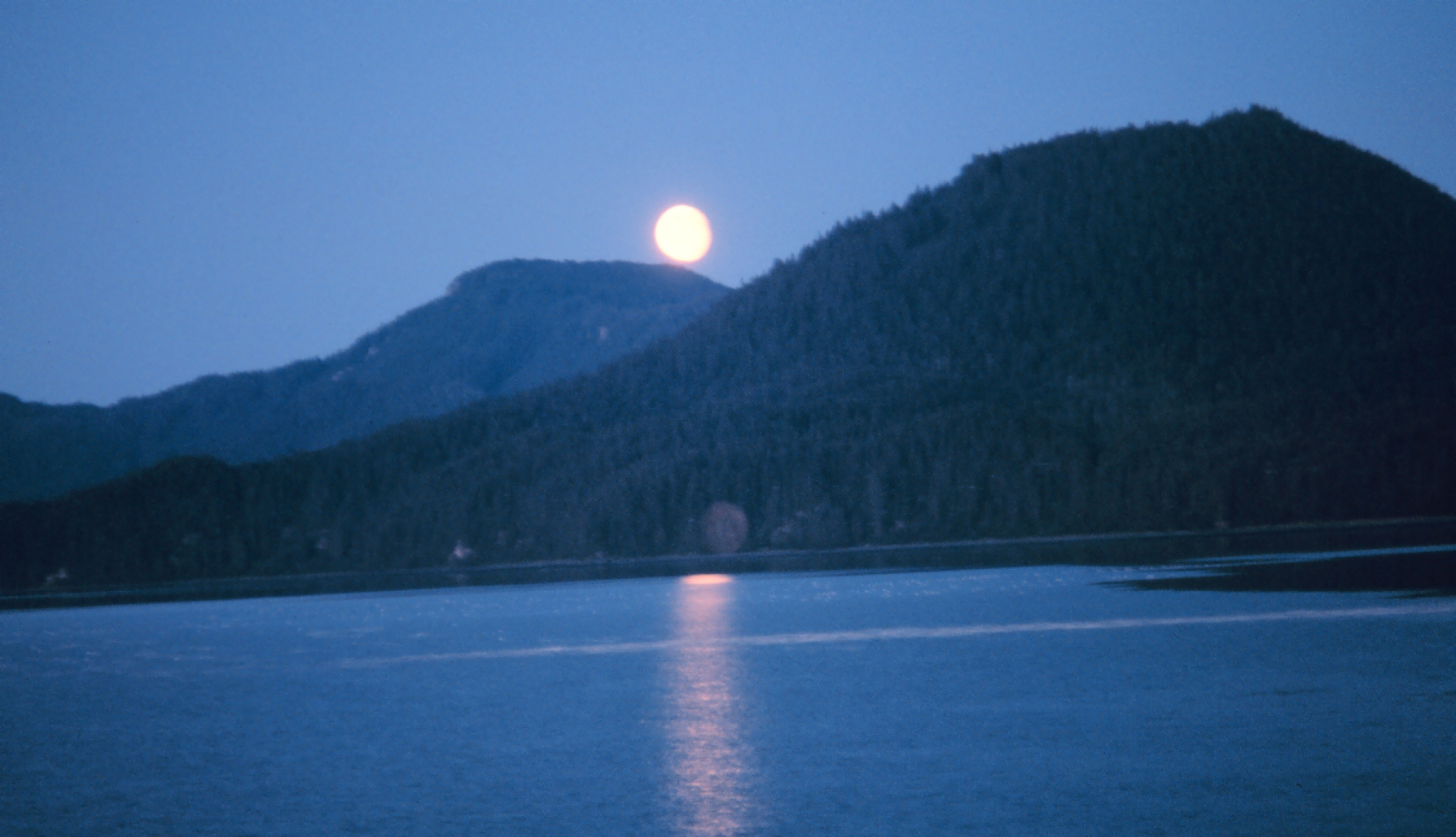
Claro de luna en Hobart Bay, Alaska.

En astronomía, un claro es la luz solar que un astro refleja sobre otro, y que disipa las tinieblas de la noche en este último. El claro de luna es la iluminación nocturna de la Tierra por la luz solar reflejada en la Luna. 
Como la superficie lunar absorbe el 93% de la luz que recibe del sol, el claro de luna es bastante débil. No obstante, dada la proximidad de la Luna, esa luz permite orientarse, e incluso, fotografiar el paisaje (como la imagen de la derecha). Para los astrónomos tiene un efecto nefasto, ya que las partículas que se hallan en suspensión en el aire, al ser iluminadas por la Luna, provocan un resplandor del cielo que vela las placas fotográficas durante las exposiciones prolongadas.

## Observación
La Tierra es para la Luna lo que ésta para nosotros, en lo concerniente a la iluminación de ambos discos, pero las fases son inversas para dos hipotéticos observadores situados en ambos astros. Así, cuando nosotros vemos la luna llena, con todo el disco lunar iluminado, y con la máxima intensidad del claro de luna, el hemisferio de nuestro planeta dirigido hacia la Luna no recibe ninguna luz del Sol (para el presunto observador lunar es la fase de la "Tierra Nueva") y el disco terrestre apenas si representa un débil resplandor. Inversamente, durante el novilunio, cuando el hemisferio lunar visible de la Tierra no recibe luz solar, el hemisferio terrestre vuelto hacia la Luna se halla iluminado por el Sol y refleja hacia nuestro satélite bastante luz como para que en la superficie lunar la iluminación sea comparable a la luz crepuscular de un anochecer terrestre.

## Iluminación
La intensidad de la luz lunar varía enormemente en función del ciclo lunar, pero incluso una luna llena típicamente provee una iluminación de apenas unos 0.1 lux. Cuando la luna es vista desde una gran altura en latitudes tropicales, la emitancia luminosa puede alcanzar los 0.26 lux. Así, la luz de una luna llena es cerca de un millón de veces más débil que el Sol.
El color de un claro de luna, particularmente cerca de una luna llena, aparece azulina al ojo humano comparada con la mayoría de las fuentes lumínicas artificiales. Esto se debe al efecto Purkinje, que hace que, a bajos niveles de iluminación, la sensibilidad de luminancia máxima del ojo humano tienda a desplazarse hacia el extremo azul del espectro de colores. En consecuencia, la luz no está en realidad teñida de azul, y aunque la luna se denomina a menudo como "plateada", no tiene una cualidad inherentemente plateada. El albedo de la Luna es de 0.136, lo que significa que solo un 13,6% de la luz solar incidente en la Luna se refleja.

## Otros casos
El fenómeno lunar es similar al apreciable respecto de otros cuerpos celestes. El claro de Tierra, por ejemplo, es visible desde nuestro planeta en forma de luz cenicienta. Menos conocido es el claro de Venus, planeta que alcanza su brillo máximo en el momento en que su diámetro aparente es de 40" y que la anchura de sus cuernos es de 10" solamente. En esas condiciones, y en una noche sin Luna, la luz de Venus provoca cierto resplandor en nuestro cielo y basta para que los objetos den sombras perceptibles; incluso se pueden obtener fotografías a contraluz con exposiciones de unos cuantos minutos.

## Claros de luna en el arte

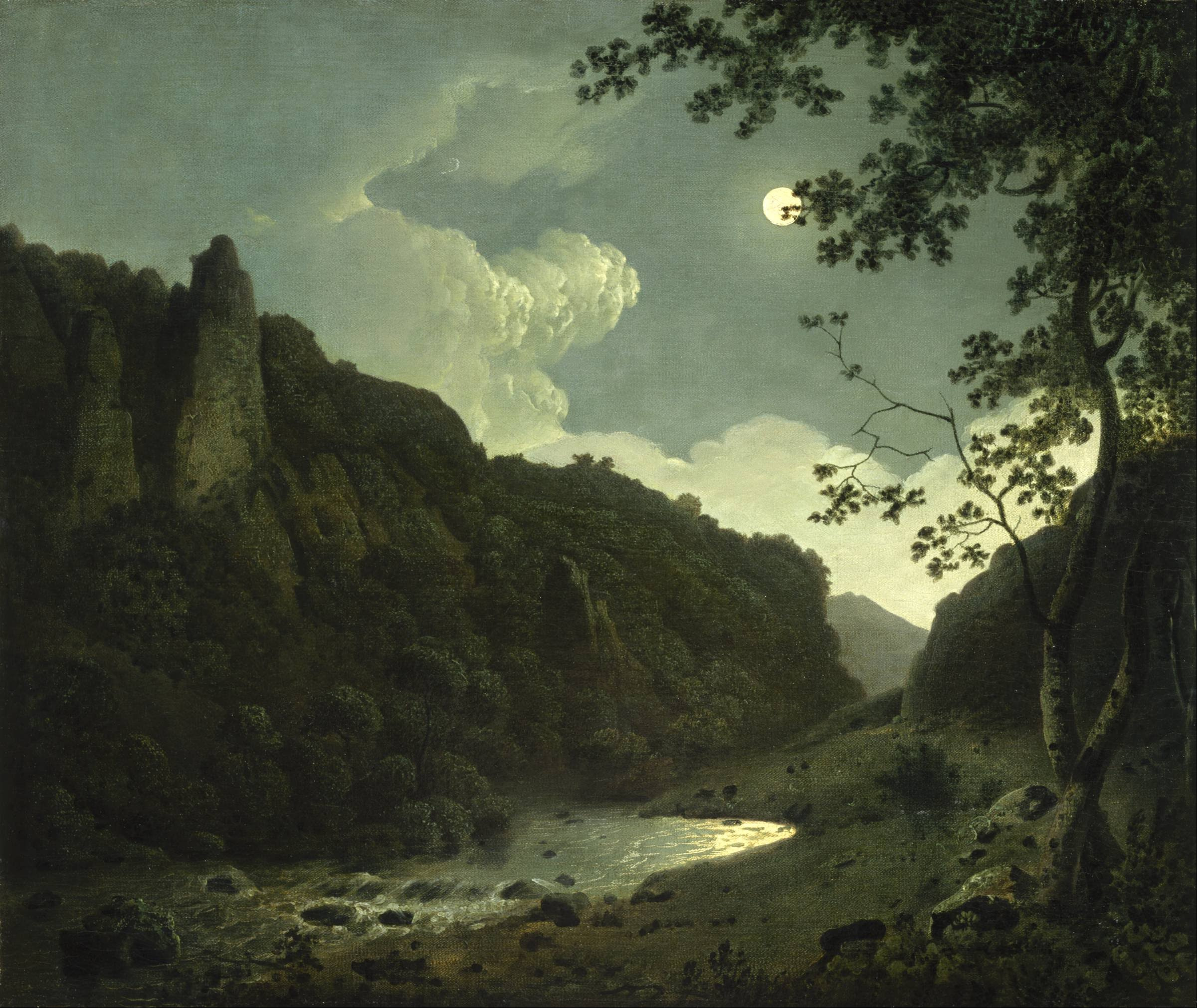
Dovedale by Moonlight, de Joseph Wright
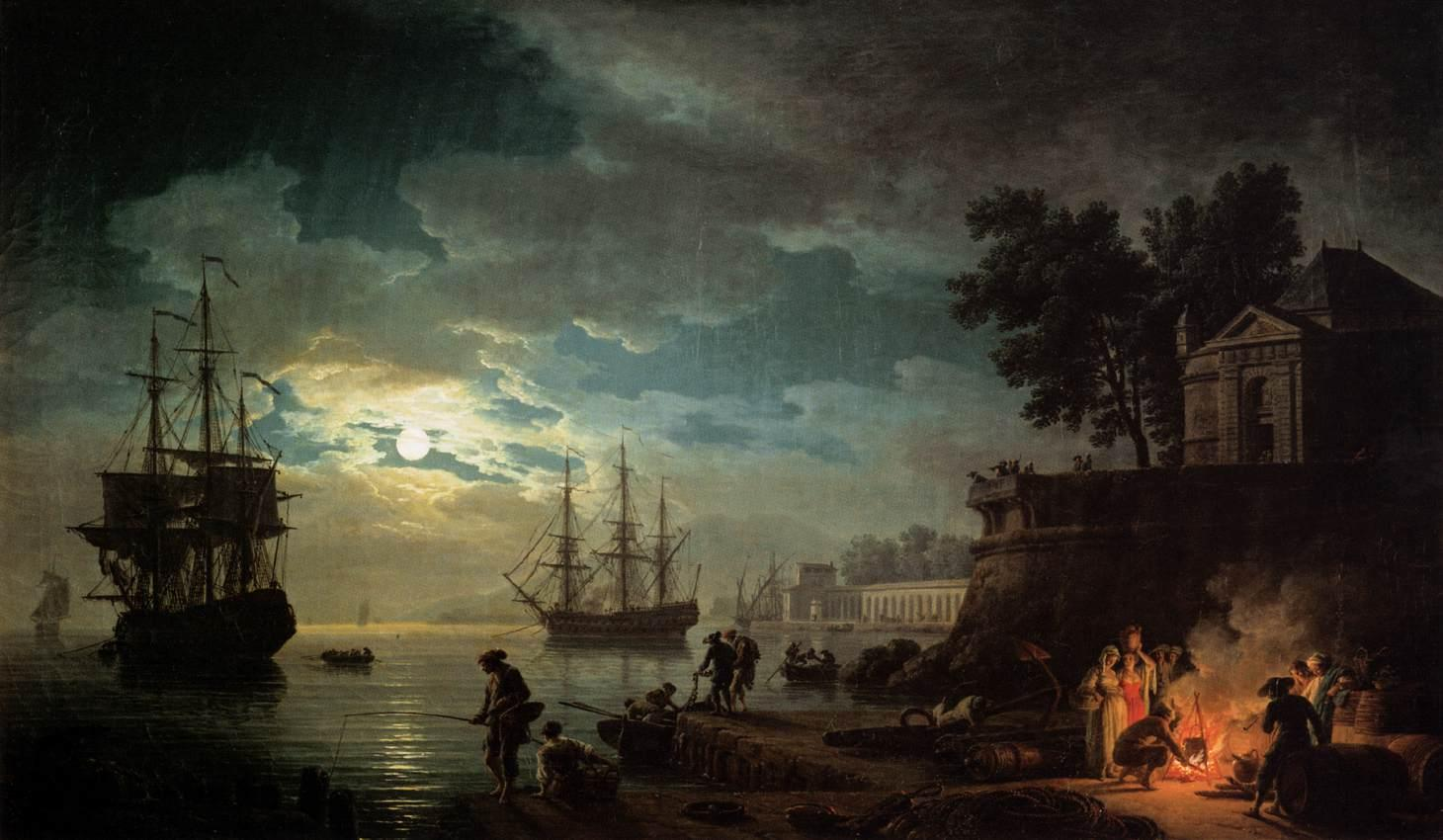
Seaport by Moonlight de Claude Joseph Vernet
La noche estrellada de Vincent van Gogh
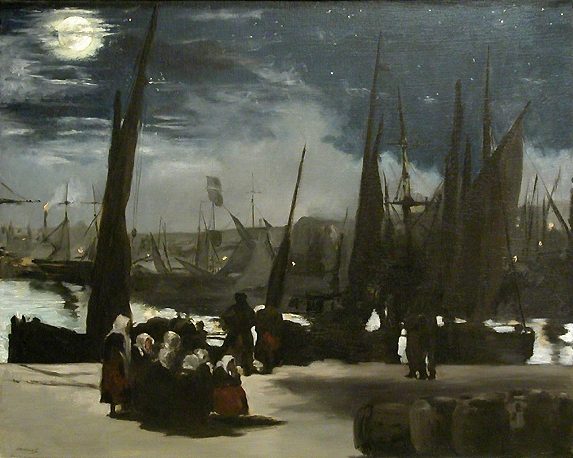
Clair de lune sur le port de Boulogne - Puerto de Bolonia a la luz de la luna, de Édouard Manet